# Tadaaki Hirakawa
Tadaaki Hirakawa (født 1. maj 1979) er en japansk fodboldspiller.
Han har spillet for flere forskellige klubber i sin karriere, herunder Urawa Reds.